# Gegenbände
Gegenbände (słow. Protibande), zwani też raztrganci – ochotnicze antypartyzanckie formacje zbrojne złożone ze Słoweńców podczas II wojny światowej.
W lipcu 1941 r. w okupowanej słoweńskiej Górnej Krainie Niemcy utworzyli kolaboracyjną organizację wojskową Wehrmannschaft, której zadaniem było zwalczanie partyzantki wraz z niemiecką policją. Wielu jej członków przeszło jednak na stronę partyzantów. Stąd władze okupacyjne postanowiły przekształcić antypartyzanckie formacje.
Od lata 1942 r. zaczęły być formowane tzw. Gegenbände, składające się w dużej części z uciekinierów z oddziałów partyzanckich. Były one podporządkowane Gestapo. Liczyły po kilkadziesiąt ludzi każda. Ich członkowie nosili niemieckie mundury policyjne, ale także ubrania cywilne, czym upodobniali się do partyzantów. Działali także według partyzanckiej taktyki. Współpracowali z niemieckimi oddziałami policyjnymi, żandarmerią i innymi formacjami bezpieczeństwa. Czasami operowali samodzielnie. Ich żołd wynosił 150-180 marek miesięcznie, a za każdego schwytanego partyzanta dostawali dodatkowo 100 marek. Ośrodek szkoleniowy Gegenbände znajdował się w Brezje.
Pod koniec 1942 r. wszyscy członkowie formacji (ok. 400 ludzi) przeszli szkolenie antypartyzanckie w Kršku. Pierwszy oddział zaczął operować od listopada 1942 r. w górach Karavanke na granicy z Austrią. W późniejszym czasie ich zakres działania objął całą Górną Krainę. Najbardziej skutecznymi oddziałami były:
- Gegenbände "Ludvig" (Kranj)
- Gegenbände "Filip" (Radovljica)
- Gegenbände "Martin" (Kamnik)
- Gegenbände "Stefan"
- Gegenbände "Lux"

Gegenbände istniały do końca 1943 r., kiedy rozpoczęto tworzyć Domobranę Górnej Krainy.